# Ettore Caffaratti
Ettore Caffaratti (Milán, 12 de mayo de 1886-Milán, 9 de enero de 1969) fue un jinete italiano que compitió en las modalidades de salto ecuestre y concurso completo. Participó en los Juegos Olímpicos de Amberes 1920, obteniendo tres medallas, una de plata y dos de bronce.

## Palmarés internacional
| Juegos Olímpicos | Juegos Olímpicos  | Juegos Olímpicos  | Juegos Olímpicos |
| Año              | Lugar             | Medalla           | Categoría        |
| ---------------- | ----------------- | ----------------- | ---------------- |
| 1920             | Amberes (Bélgica) | Medalla de plata  | Por equipos      |
| 1920             | Amberes (Bélgica) | Medalla de bronce | Individual       |

| Juegos Olímpicos | Juegos Olímpicos  | Juegos Olímpicos  | Juegos Olímpicos |
| Año              | Lugar             | Medalla           | Categoría        |
| ---------------- | ----------------- | ----------------- | ---------------- |
| 1920             | Amberes (Bélgica) | Medalla de bronce | Por equipos      |